# Corien Wortmann-Kool
C.M. (Corien) Wortmann-Kool (27 de junio de 1959, Oud-Alblas) es una política neerlandesa para la Llamada Cristiano-Demócrata (Christen-Democratisch Appèl). Tiene experiencia en política, administración pública y negocios. Es miembro del Parlamento Europeo y vicepresidenta de Asuntos Económicos y Financieros del Grupo del Partido Popular Europeo (PPE). Wortmann-Kool tiene una Maestría en Ciencias Políticas y Economía.

## Trayectoria
Wortmann-Kool comenzó su carrera política en la junta de la organización juvenil de la CDA. Desde 1987 hasta 1994, fue miembro de la junta ejecutiva del partido CDA. Durante las elecciones municipales de 1994 fue elegida miembro del consejo del consejo municipal en su ciudad de residencia, Zeist. En 1995 se convirtió en presidenta de la delegación CDA en el consejo municipal, del cual se retiró en 1999. 
A partir de 1996, Corien trabajó en el Ministerio holandés de Transporte, Obras Públicas y Gestión del Agua, donde se desempeñó como asesor principal de políticas y líder de proyectos relacionados con la gobernanza del sector público. Desde 2001 se desempeñó como subdirectora y directora interina de Transporte e Infraestructura. Antes de esto, formó parte de la Junta Ejecutiva de una empresa minorista. 

### Miembro del Parlamento Europeo
En 2004, Wortmann-Kool fue elegida miembro del Parlamento Europeo por el Grupo del Partido Popular Europeo (PPE), del que forma parte el holandés Christen Democratisch Appèl (CDA). En 2009 fue nombrada vicepresidenta del Grupo del PPE en Economía, Finanzas y Medio Ambiente. Ella desempeñó un papel crucial como negociadora en nombre del Parlamento Europeo sobre la legislación del Pacto de estabilidad y crecimiento, el llamado "paquete de 6" para la gobernanza económica europea, que entró en vigor a finales de 2011. Una gran parte de su trabajo se centra en aumentar la estabilidad del sector financiero. Wortmann-Kool está estrechamente involucrada en la legislación para bancos, aseguradoras, fondos de pensiones, fondos de cobertura, mercados financieros y los supervisores europeos. Ella representa al Grupo PPE en las reuniones informales de los Ministros de Finanzas del PPE, en preparación para las reuniones del Consejo de Asuntos Económicos y Financieros (ECOFIN). 
En el Parlamento Europeo, Wortmann-Kool es miembro de la Comisión de Asuntos Económicos y Monetarios (conocida por su acrónimo ECON), la Comisión de Transporte y Turismo (TRAN) y la Comisión de Derechos de la Mujer e Igualdad de Género (FEMM). Además, es miembro de la delegación parlamentaria de los Estados Unidos y de la delegación parlamentaria para el Cáucaso. Hasta 2009, Wortmann-Kool fue vicepresidenta de la Comisión de Comercio Internacional (INTA) y relatora para las relaciones comerciales China-Unión Europea (UE). Representó al Parlamento en la Conferencia de las Naciones Unidas sobre el Cambio Climático de 2009 en Copenhague. 
Además de su trabajo parlamentario, Wortmann-Kool ha sido vicepresidenta del Partido Popular Europeo desde 2007. En esta función, participa en las cumbres mensuales del PPE de los Jefes de Estado y de Gobierno. También es presidenta del Grupo de trabajo del PPE sobre la ampliación (relaciones con los partidos de centro derecha de países no pertenecientes a la UE de Europa del Este, los Balcanes y el Cáucaso, la adhesión de nuevos miembros de la UE y no miembros de la UE). Desde 2016, se desempeña como copresidenta del Grupo de Trabajo del PPE en Política Económica y Social, junto con el ministro de Estado para Asuntos Europeos y Protección de Datos de Irlanda, Dara Murphy.

## Otras actividades
Además de su trabajo político, Wortmann-Kool tiene varias membresías en la junta, incluidas las siguientes: 
- Comisión Trilateral, miembro del Grupo europeo.[3]
- Mercedes-Benz Países Bajos, miembro del Consejo de Supervisión (desde 2011).
- Premio Mujer de negocios del año (Prix Veuve Clicquot), miembro deCl jurado (desde 2006).

## Vida personal
Corien está casada y tiene una hija y un hijo. Vive en Zeist, Países Bajos.

## Carrera
- Licenciatura en enfermería (1976-1981)
- Maestría en ciencias políticas, Universidad de Ámsterdam (1981-1987)
- Miembro del equipo de gestión en una empresa minorista (1987-1996)
- Coordinador / asesor principal del Ministerio de Transporte, Obras Públicas y Gestión del Agua (1996-2001)
- Subdirector de Transporte e Infraestructura del Ministerio de Transportes, Obras Públicas y Gestión del Agua (2001-2004)
- Miembro del comité administrativo de la organización juvenil CDA (CDJA) (1981-1984)
- Miembro del comité administrativo de CDA (1987-1994)
- Miembro de la Comisión de Asuntos Exteriores de CDA (2003-2004)
- Miembro de la oficina política del PPE (1989-1994)
- Miembro del Consejo Municipal de Zeist para el CDA y presidenta del grupo (1994-1999)
- Centro Psiquiátrico 'Zon en Schild', Amersfoort, Vicepresidenta del Consejo de Vigilancia (1990-1999)
- Presidenta de la Asociación de Padres, Escuela Comenius, Zeist (1993-1997)